# Ken Casey
Kenneth William Casey (Milton, 31 de dezembro de 1969) é um baixista, cantor e compositor estadunidense. É o baixista e um dos vocalistas da banda de punk rock Dropkick Murphys.

## Carreira
Casey foi um dos fundadores do Dropkick Murphys, começando a banda em 1996 com o guitarrista Rick Barton e o cantor Mike McColgan. Atualmente ele é o único membro original da banda, embora o baterista Matt Kelly tenha se juntado ao grupo logo após a formação, em 1997. A "Boys on the Docks" é dedicado ao avô Ken, John Kelly, um funcionário do sindicato dos trabalhadores dos meados do século 20. Ken também é o dono de um bar em Back Bay, próximo do Fenway Park,  McGreevy's Third Base Saloon. Ele é dedicado à memória do fundador das Royal Rooters, "'Nuf Ced" Michael T. McGreevy.
Casey, que nasceu e foi criado em Milton, Massachusetts atualmente vive em Hingham, Massachusetts, com sua esposa e filhos. Ele é de ascendência irlandesa.

## Discografia
- Do or Die (1998)
- The Gang's All Here (1999)
- Sing Loud Sing Proud! (2001)
- Blackout (2003)
- The Warrior's Code (2005)
- The Meanest of Times (2007)
- Going Out In Style (2011)
- Signed and Sealed in Blood (2013)

## Incidente da saudação nazista
Em 13 de março de 2013, durante um show no Terminal 5 em Nova Iorque, Casey bateu em um fã que subiu no palco e começou a fazer saudações nazistas. Depois do ocorrido Ken voltou ao microfone e disse que "nazistas não são bem vindos nos shows do Dropkick Murphys".